# Nikolaus von Avancini
Nikolaus von Avancini SJ (1. prosince 1611 – 6. prosince 1686) byl italský jezuitský kněz a barokní latinsky píšící básník a dramatik.

## Životopis
Narodil se v Trentinu, pocházel ze šlechtické rodiny. Po absolvování jezuitského gymnázia v Grazu se v roce 1627 připojil k řádu, na jezuitské univerzitě tamtéž v roce 1630 vystudoval filosfii a od roku 1633 přednášel na jezuitských gymnáziích v Terstu, Záhřebu a Lublani. Od roku 1637 studoval ve Vídni teologii, poté tam působil jako vysokoškolský pedagog. Procházel mnoha významnými řádovými funkcemi. Byl rektorem jezuitských univerzit v Pasově, Vídni a Štýrském Hradci, vizitátorem v Čechách, řádovým provinciálem v Rakousku a asistent generála řádu v Římě, kde také zemřel.
K jeho nejúspěšnějším pracím patřila školní dramata psaná v latině, např. Pietas Victrix. Jeho texty vynikaly vytříbeným jazykem a dramatickou důmyslností, byla proto velmi úspěšná, některá se hrála dokonce na vídeňském císařském dvoře. Dalším významným dílem je jeho asketika Vita et doctrina Jesu Christi (1750), která byla celkem vydána asi třicetkrát.